# (1244) Deira
(1244) Deira ist ein Asteroid des Hauptgürtels, der am 25. Mai 1932 vom südafrikanischen Astronomen Cyril V. Jackson in Johannesburg entdeckt wurde.
Der Name des Asteroiden ist von der altertümlichen Bezeichnung von Ossett in Yorkshire, dem Geburtsort des Entdeckers, abgeleitet.